# 夏裕
夏裕（1409年—？），字孔裕，福建福州府福清縣人，民籍。明朝政治人物。進士出身。

## 生平
正統六年（1441年）舉辛酉科福建乡试。正統七年（1442年）聯捷壬戌科進士，累官贵州按察使。

## 家族
曾祖父夏瑞。祖父夏德。父亲夏觀銘。